# Derrick Plourde
Derrick Plourde (Goleta, 17 ottobre 1971 – 30 marzo 2005) è stato un batterista statunitense.

## Biografia
Derrick William Plourde, nato a Goleta, California, ha suonato in gruppi come Lagwagon (negli album Duh!, Trashed e Hoss), Bad Astronaut, Mad Caddies (ha registrato alcuni pezzi di Rock the Plank), Jaws, The Ataris, Rich Kids on LSD e altri.
Plourde si è suicidato con un colpo di pistola il 30 marzo 2005.
I Lagwagon, nel novembre dello stesso anno, dedicano a Derrick il loro settimo album Resolve. Non si tratta di una semplice dedica, dacché, come in un processo volto all'accettazione della tragica fine di Derrick, tutti i testi scritti dal cantante Joey Cape parlano del suo amico e della sua triste scomparsa. Anche le musiche scritte dalla band differiscono dal suono degli album precedenti e sembrano essere più vicine allo stile dei Bad Astronaut, il side project dei Lagwagon in cui Cape e Plourde, amici da tanti anni, continuavano a suonare insieme.
Va segnalato almeno un altro tributo: in Doornails, traccia presente nell'album dei NOFX Wolves in Wolves' Clothing (aprile 2006), Fat Mike, l'autore, ringrazia e manda un saluto a tanti amici musicisti scomparsi molto giovani e facenti capo allo stesso "giro" di band dei NOFX e dei Lagwagon. Il primo della lista è proprio Derrick Plourde ma tra gli altri amici salutati vi sono Brad Nowell (Sublime), Jim Cherry (Strung Out, Pulley), Andy Crighton (Leatherface, Snuff) e Jason Sears e Bomer (RKL, dove anche Derrick aveva suonato).